# یک مرد (فیلم)
یک مرد (انگلیسی: Ek Aadmi) یک فیلم هندی به کارگردانی خواجه احمد عباس و محصول سال ۱۹۸۸ است.